# 48 ساعة أخرى
48 ساعة أخرى (بالإنجليزية: Another 48 Hrs.)‏ هو فيلم حركة تم إنتاجه في الولايات المتحدة وصدر في سنة 1990. من بطولة إيدي ميرفي ونيك نولتي وأندرو ديفوف.

## القصة
كان مفتش شرطة سان فرانسيسكو المخضرم جاك كاتس يلاحق تاجر المخدرات "الرجل الجليدي" على مدار خمس سنوات. وفي مضمار سباق هانترز بوينت، يواجه جاك تايرون بوروز وآرثر بروك. يقتل جاك بروك، بينما يهرب بوروز. وعلى الرغم من قتله لبروك دفاعًا عن النفس يخضع جاك الآن للتحقيق، حيث لا يمكن العثور على مسدس بروك في مكان الحادث. ويقرر بليك ويلسون، رئيس قسم الشؤون الداخلية، مقاضاة جاك بتهمة القتل غير العمد من الدرجة الثالثة. ويجد جاك صورة تثبت أن الرجل الجليدي وضع مكافأة على رأس ريجي هاموند، الذي من المقرر إطلاق سراحه من السجن في اليوم التالي.
أكمل ريجي مدة سجنه التي تبلغ خمس سنوات بتهمة سرقة رواتب (وهي جريمة يدعي براءته الكاملة منها)، والتي كان يقضيها قبل ستة أشهر. ومن المقرر إطلاق سراحه. يحاول جاك إقناع ريجي بمساعدته في تبرئة اسمه والعثور على الرجل الجليدي. ويطلب ريجي إلى جاك أن يعطيه 500 ألف دولار كان جاك يحتفظ بها له. ويرفض جاك إعطاء ريجي المال ما لم يساعده ريجي. بعد أن هاجم اثنان من راكبي الدراجات النارية الحافلة التي تنقل ريجي وأصيب جاك برصاصة، أجبر جاك ريجي على مساعدته من خلال إطلاق سراح ريجي من المستشفى تحت وصايته. ويتعرف ريجي على أحد راكبي الدراجات النارية على أنه ريتشارد "تشيري" جانز، شقيق ألبرت جانز، المدان الهارب الذي قتله جاك قبل سنوات. وتشيري (الذي يقول ريجي عنه إنه "يجعل (ألبرت) جانز يبدو مثل غاندي" وشريكه ويلي هيكوك هما القاتلان المأجوران لقتل ريجي، بينما يريد تشيري أيضًا قتل جاك انتقامًا لقتل جاك لألبرت. كان بوروز، الذي يعمل لدى آيسمان، يحاول توظيف بروك كتأمين، فقط في حالة فشل تشيري وهيكوك. عندما قتل آيسمان رجل الاتصال الرئيسي لهيكوك، مالكولم برايس، قتل هيكوك بوروز، بعد أن كشف الأخير عن نفسه بأنه أحد شركاء آيسمان.

## الميزانية والإيرادات
بلغت تكلفة إنتاج الفيلم حوالي 50 مليون دولار بينما حقق إيرادات تقدر بـ 153.5 مليون دولار.

## وصلات خارجية
- 48 ساعة أخرى على موقع IMDb (الإنجليزية)
- 48 ساعة أخرى على موقع ميتاكريتيك (الإنجليزية)
- 48 ساعة أخرى على موقع روتن توميتوز (الإنجليزية)
- 48 ساعة أخرى على موقع نتفليكس (الإنجليزية)
- 48 ساعة أخرى على موقع قاعدة بيانات الأفلام العربية
- 48 ساعة أخرى على موقع ألو سيني (الفرنسية)
- 48 ساعة أخرى على موقع Turner Classic Movies (الإنجليزية)
- 48 ساعة أخرى على موقع أول موفي (الإنجليزية)
- 48 ساعة أخرى على موقع بوكس أوفيس موجو (الإنجليزية)
- 48 ساعة أخرى على موقع فيلمافينيتي (الإسبانية)